# تپه حسین‌آباد امینی۶
تپه حسین‌آباد امینی۶ مربوط به دوران‌های تاریخی پس از اسلام است و در شهرستان بویین زهرا، بخش مرکزی، روستای حسین‌آباد امینی واقع شده و این اثر در تاریخ ۲۲ مرداد ۱۳۸۴ با شمارهٔ ثبت ۱۳۲۵۳ به‌عنوان یکی از آثار ملی ایران به ثبت رسیده است.